# Stod
Stod (niem. Staab) − miasto w Czechach, w kraju pilzneńskim.
Według danych z 31 grudnia 2003 powierzchnia miasta wynosiła 2 002 ha, a liczba jego mieszkańców 3 532 osób.

## Demografia
| Rok             | 1970  | 1980  | 1991  | 2001  | 2003  | 2016  |
| --------------- | ----- | ----- | ----- | ----- | ----- | ----- |
| Liczba ludności | 3 442 | 3 776 | 3 674 | 3 443 | 3 532 | 3 597 |

Źródło: Czeski Urząd Statystyczny